# Gebrüder Metz
Der Verlag Gebrüder Metz GmbH & Co. oder meist abgekürzt Gebr. Metz in Tübingen bestand von 1828 bis 1990 und verlegte Post- und Ansichtskarten, später jedoch auch Bücher, speziell Bildbände und Stadtführer. Zeitweise war der Verlag einer der größten Herausgeber dieser Materialien in ganz Deutschland.

## Produkte

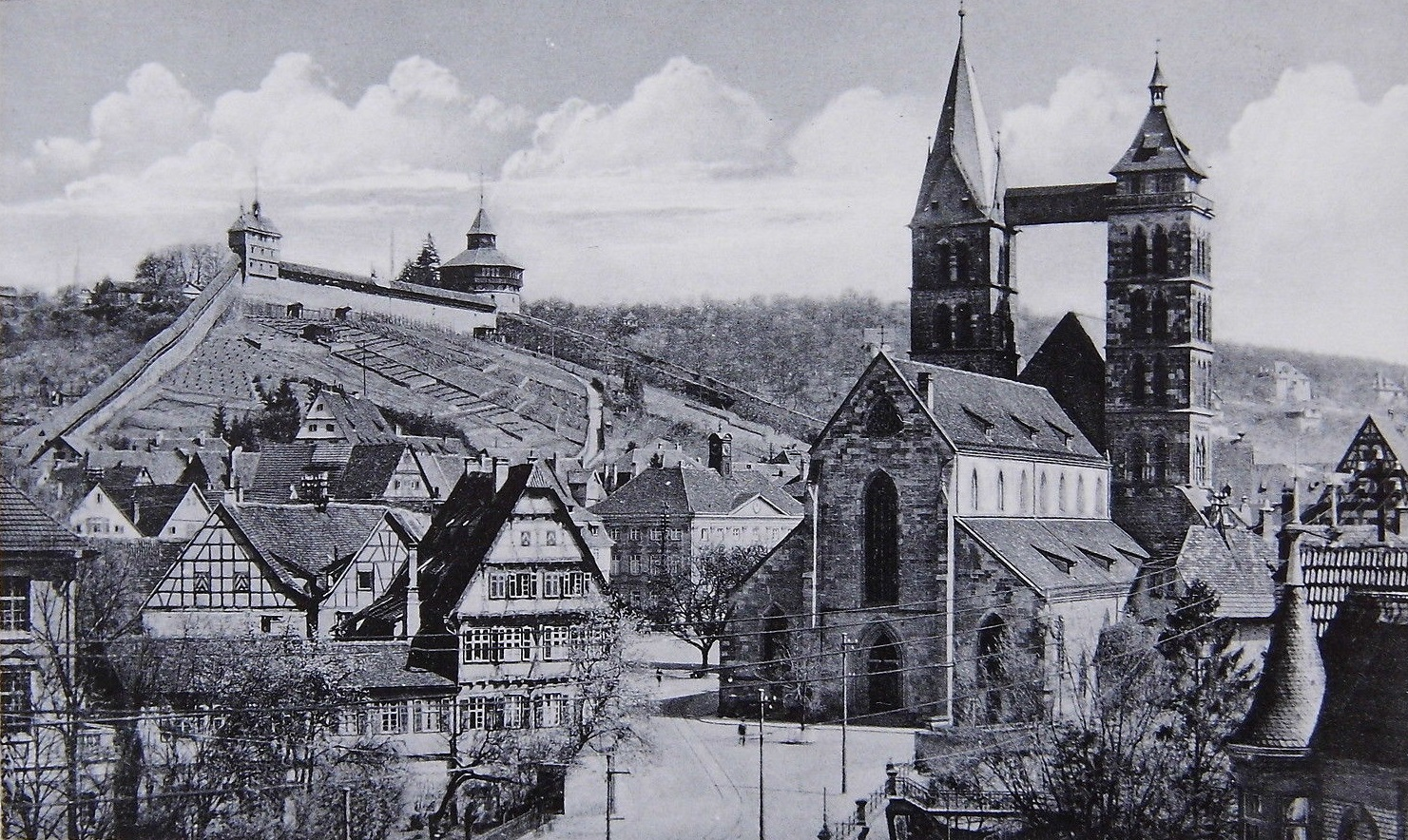
Postkarte von Esslingen am Neckar der Gebrüder Metz (um 1900)

Die Firma brachte Bildbände, Prospekte, Führer und viele Ansichtskarten heraus. Das Sortiment umfasste vor allem Ansichtskarten von Städten, Klöstern, Schlössern, Burgen, Straßenzügen, aber auch einzelnen Gebäuden wie Hotels, Gaststätten, Postgebäuden, Bahnhöfen. Darüber hinaus gab es Porträts und Aufnahmen von Trachten und Kostümen sowie von Festen, Ausstellungen, Ereignissen und Katastrophen.
Später folgten Bücher. Unter der sogenannten „Altserie“ wurden deutsche Städte um die Jahrhundertwende 1900 dargestellt, so die Bücher Alt-Tübingen, Alt-Freiburg, Alt-Horb und Alt-Regensburg. In den sogenannten „Blauen Bänden“ wurden Bildaufnahmen von Fremdenverkehrsorten verlegt.
Fotografie, Retouche und Grafik
Die Firma beschäftigte auf Postkartenmotive spezialisierte Fotografen, die nach genau festgelegten Routen Europa bereisten. Sie besaß sogar eine an eine Feuerwehrleiter erinnernde Drehleiter, um die besten Perspektiven zu ermöglichen.
Die Karten geben die Wirklichkeit meistens nicht gänzlich unverfälscht wieder, denn Metz machte von der Möglichkeit der Retusche und Collage intensiven Gebrauch. Die Ansichten der Realität wurden zumeist künstlerisch bearbeitet, verfremdet und ästhetisiert. Aufwändig verzierte Passepartouts betteten die Erinnerungsbilder in märchenhafte Rahmen, von Hand kolorierte Mondscheinszenen zeigten das jeweilige Stadtbild in unwirklichem Licht.

## Firmengeschichte

### Gründung
Das Unternehmen 1828 von Gottlob Metz gegründet. Die frühen Metzkarten wurden von den Druckerei Garte und der Notendruckerei C. G. Röder in Leipzig hergestellt.
Ab 1890 wuchs der Bedarf für Postkarten enorm, und die Gebrüder Heinrich und Gustav Metz in Tübingen begannen nach der Übernahme des väterlichen Betriebs im Jahr 1896 mit der Herstellung von eigenen Postkarten. Am 20. März 1897 wurde das Unternehmen erstmals unter HRA 99 beim Handelsregister des Amtsgerichts Tübingen registriert.

### Zweigstelle in Basel
Der Tübinger Kunstverlag hat 1897 in der Clarastrasse 25 in Basel eine Zweigstelle eröffnet, die von Gustav Metz geleitet wurde. Bereits um 1897 lässt sich die erste Lithokarte von Metz in Basel belegen. Da die Räumlichkeiten schon bald zu knapp wurden, zog die Firma 1898 in die Reichensteinerstrasse 18, wo Gustav Metz in den Hinterhofräumlichkeiten einen Ansichtskarten- und Postkartenverlag einrichtete. Die Firma produzierte die Karten nicht selbst, sondern bezog sie meist aus Tübingen und betrieb eine florierende Kunstverlagsanstalt. 1902 konnte Gustav Metz das Gebäude an der Reichensteinerstrasse 18 vom Erbauer D. Kessler kaufen, der das repräsentative Haus mit einer sehenswerten Fassade 1895 erstellt hatte.
Gustav Metz spaltete die Filiale in Basel vom Tübinger Betrieb ab und führte sie unter der Bezeichnung „Gustav Metz, vormals Gebr. Metz, Basel“ in eigener Regie weiter. 1907 war der Kunstverlag nicht mehr unter dem Namen „Gebr. Metz“ eingetragen, sondern alleiniger Eigentümer war Gustav Metz. Gustav Metz hat nicht nur Schweizer Motive verlegt, sondern im Auftrag der Basler Mission auch Ansichtskarten von Kamerun erstellt.
1923 starb Gustav Metz, und die Kunstverlagsanstalt in Basel wurde von seiner Witwe Elisabeth Metz-Vogt bis 1926 weitergeführt. 1926 wurde die Kunstverlagsanstalt von Georg Monbaron gekauft und bis 1935 am gleichen Ort weitergeführt. Anschließend verlegte Monbaron den Kunstverlag an die Bartensheimerstrasse 57, wo er bis 1942 weiter wirkte. Im Firmennamen wurde immer noch die Bezeichnung „Kunstverlagsanstalt, vormals Witwe G.Metz“ weitergeführt, was darauf hinweist, dass die Firma G. Metz einen sehr guten Namen hatte. Nach 1942 erlosch die Firma, vermutlich aus Kriegs- und Altersgründen.

### Übernahme durch Sogema Mazari
Im Jahr 1986 verkaufte die Familie Metz den Tübinger Verlag an die italienische Firma Sogema Mazari Industrie Grafiche SpA in Schio, Italien. Alleinvertretungsberechtigter Geschäftsführer wurde Dr. Enzo Filippi Fermar. Die Geschäfte wurden jedoch wie bisher von dem Prokuristen Reinhard Moeller abgewickelt, jedoch nicht erfolgreich. Der Verlag erwirtschafte danach bei jährlichen Umsätzen von rund 6 Mio. DM Verluste zwischen 500 000 und 1 Mio. DM. Gebr. Metz beantragte deshalb am 7. Juni 1990 beim Amtsgericht Tübingen einen Liquidationsvergleich.

### Konkurs
Das Amtsgericht Tübingen bestellte den Stuttgarter Rechtsanwalt Dr. Volker Grub zum vorläufigen Vergleichsverwalter. Da die finanziellen Mittel nicht ausreichten, um einen Vergleich mit einer Mindestquote von 35 % zu finanzieren, wurde am 6. Juli 1990 ein Konkursverfahren eröffnet und Grub auch zum Konkursverwalter bestellt.
Der Verlag beschäftigte noch 35 Arbeitnehmer. Grub führte den Verlag noch bis zum 30. September 1990 fort, um ihn dann zu schließen. Damit sollten die hohen Verlagsbestände gut verwertet werden.
Der Maschinenpark und Einrichtungsgegenstände wurden von Angermann Auktions KG, Hamburg, am 4. Oktober 1990 versteigert.
Dies war jedoch noch nicht das Ende von Gebr. Metz. Sogema Mazari zeigte noch Interesse an einer Fortführung des Verlages, jedoch in stark vermindertem Umfang. Sie gründeten die Gebr. Metz Verlags GmbH mit Sitz im nahe gelegenen Wannweil und übernahmen 7 Arbeitnehmer der insolventen Gebr. Metz GmbH & Co.
Grub schloss das Konkursverfahren 1993 ab. Die Banken wurden vollbefriedigt und erhielten 3,7 Mio. DM. An die nichtbevorrechtigten Gläubiger mit Forderungen in Höhe von 1,7 Mio. DM wurde eine Quote von 70 % ausbezahlt.

## Villa Metz

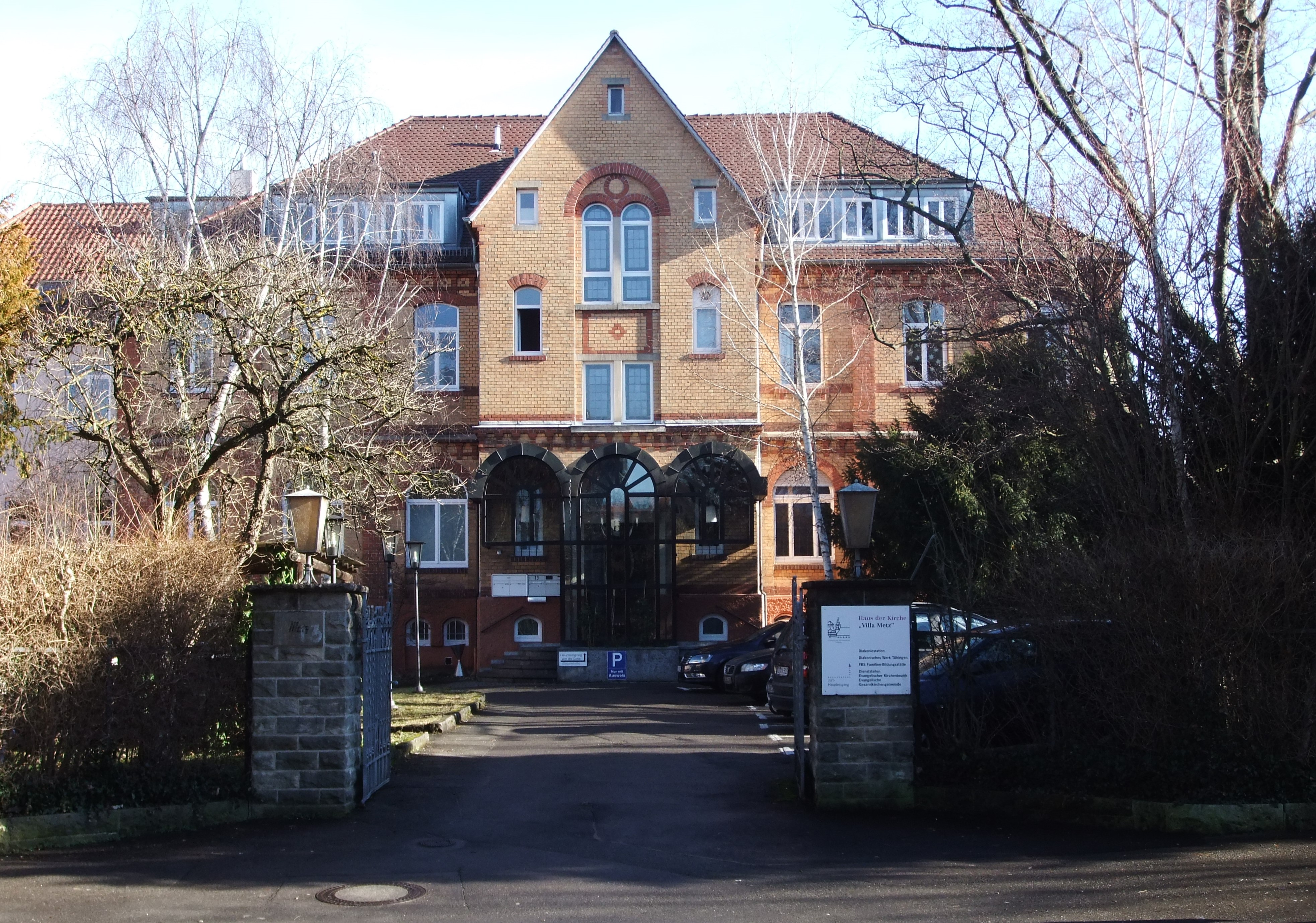
Villa Metz, der ehemalige Sitz des Verlags Gebrüder Metz (2016)

Das ehemalige Verlagsgebäude, die Villa Metz, in der Hechingerstr. 13 in Tübingen wurde nach 90 Jahren Nutzung durch den Verlag verkauft. Das Gebäude selbst stand nicht unter Denkmalschutz, wohl aber ein einzelnes Zimmer, das sogenannte Lichtensteinzimmer. Der Tübinger Gemeinderat befürchtete, dass das Gebäude in ein Wohnanwesen gewandelt würde und wollte deshalb einen Bebauungsplan aufstellen. Schließlich verkaufte Konkursverwalter Grub das Gebäude an die evangelische Kirche, die das Gebäude weiterhin gewerblich nutzte und erhielt.
Nach Umbau wird die Villa Metz heute von einer Schuldnerberatung und als Familienbildungsstätte genutzt.

## Glasplattenarchiv
Das reichhaltige Archiv mit vielen Tausenden von Fotos (etwa 270.000 Glasplatten-Negativen) sowie ihre Nutzungsrechte wurden 1991 vom Haus der Geschichte Baden-Württemberg in Stuttgart gekauft. Das Haus der Geschichte befand sich damals noch im Aufbau und es handelte sich dort um das erste große Projekt.
Dort werden die Glasplatten sukzessive inventarisiert und digitalisiert. Im November 2019 wurde eine erste Auswahl davon auf dem Museumsportal Museum Digital Baden-Württemberg online gestellt. Darüber hinaus werden im Tübinger Stadtarchiv noch Teile der historischen Fotografien und Postkarten verwahrt.